# Rudolf Borchardt
Rudolf Borchardt (Königsberg, 9 giugno 1877 – Trins, 10 gennaio 1945) è stato uno scrittore tedesco.

## Biografia
Figlio di un commerciante di origini ebree, Borchardt studiò scienze antiche presso le Università di Bonn e Gottinga dove conobbe l'amico Hofmannsthal, protagonista di uno dei suoi romanzi. Nel 1903 compì un viaggio toccando diverse località europee prima di stabilirsi in Toscana con l'intento di accrescere la propria cultura storica. Fu durante il soggiorno in Toscana che scrisse una versione in tedesco medievale della Divina Commedia dantesca e interpretò in modo originale il pensiero dello stesso poeta italiano negli Epilegomeni su Dante del 1923. Altre sue opere notevoli sono: Das Gespräch über Formen (Dialogo delle forme, 1905); Rede über Hofmannsthal (1905), romanzo incentrato sulla figura dell'amico Hofmannsthal; Villa (1908) e Volterra (1937). A Volterra il poeta soggiornò a lungo nel 1904 e oltre il saggio di cui sopra scrisse la poesia autobiografica "Magnolia d'autunno", la ballata storica "La confessione di Bocchino Belforti" incentrata su la storia di una delle più potenti famiglie volterrane del medioevo, e il lungo poema epico "Durante" ambientato ai tempi delle crociate.

## Opere
- Zehn Gedichte. 1896
- Rede über Hofmannsthal. 1905
- Das Gespräch über Formen und Platons Lysis. 1905 (nuova ediz. Stuttgart, Klett-Cotta Verlag, 1987).
- Villa. Prosa. 1908
- Alpenübergang 1911 (prologo - pubblicato nel 1936 in Dramen - di Staufer, opera mai finita; protagonista il nobile pisano Upezzingo Upezzinghi)
- Jugendgedichte. 1913
- Der Krieg und die deutsche Selbsteinkehr. (ricostruzione e modifica del testo a cura di Stefan Knödler) 1915
- Ewiger Vorrat deutscher Poesie. Antologia poetica 1926
- Das hoffnungslose Geschlecht. Narrativa 1929
- Pamela. Commedia. 1934
- Volterra. Prosa 1935
- Vereinigung durch den Feind hindurch. Romanzo 1937
- Gesammelte Werke in Einzelausgaben. Stuttgart 1956-1990
- Pisa, solitudine di un impero. Pisa, Nistri Lischi, 1977 (postumo)
- Leben von ihm selbst erzählt. 2002 (postumo). ISBN 351822350X
- Anabasis - Aufzeichnungen, Memorie 1943-1945 (edito postumo nel 2003). ISBN 3446203850
- Deutsche Renaissancelyrik, in base alla ricostruzione di Stefan Knödler 2008 (postumo). ISBN 978-3446230330